# Astragalus interjectus
Astragalus interjectus es una especie de planta del género Astragalus, de la familia de las leguminosas, orden Fabales.

## Distribución
Astragalus interjectus se distribuye por Afganistán.

## Taxonomía
Fue descrita científicamente por I. Kress-Deml.